# 蚂蚁集团
蚂蚁科技集团股份有限公司（曾用名：蚂蚁金服），简称蚂蚁集团，是中国的互联网金融服务公司。蚂蚁集团起步于网络购物网站淘宝网的第三方支付平台“支付宝”。
2014年，阿里巴巴集团分拆旗下支付金融业务，正式成立獨立的浙江蚂蚁小微金融服务集团股份有限公司（简称蚂蚁金服），2020年6月变更为现名。因其業務涉及金流大數據以及各種小型金融服務，政府認為其存在風險與重要價值，2020年底開始重拳出手整頓，不過該公司截至2021年，蚂蚁金服的估值仍达到1500亿美元，是全球第二大的独角兽公司。2023年官方表示整頓基本告一段落，隨著網路信用產業的野蠻式發展，因瞞報消息、壟斷行為等事由總共被罰近百億元，而蚂蚁集团佔70億左右，今後並與一眾網路公司一起被納入金融規則之下運作。

## 名称
蚂蚁金服表示：“之所以选择这个名字，是因为我们是从‘小微’做起，我们只对小微的世界感兴趣，我们身上承载了太多小微的梦想，我们喜欢与更多小伙伴们同行。就像蚂蚁一样，虽然渺小，但它们齐心协力，焕发出惊人的力量，在去目的地的道路上永不放弃。”

## 历史

### 支付宝時期
2003年10月，中国网上购物网站淘宝网首次推出名为“支付宝”的担保交易服务。2004年12月8日，支付宝的运营主体“支付宝（中国）网络技术有限公司”成立，并逐步发展为综合第三方交易平台。
2011年5月，支付宝宣布重组实现“内资化”，支付宝（中国）网络技术有限公司所有权已于2010年转至浙江阿里巴巴电子商务有限公司，以获取央行颁发的支付牌照。在其后披露的交易详情中，由阿里巴巴创始人马云控股的浙江阿里巴巴商务有限公司，先后在2009年6月和2010年8月以合计3.32亿元人民币收购了支付宝的全数股权。

### 微小金融服務时期
2013年3月7日，阿里巴巴集团宣布开始筹备小微金融服务集团。
2014年6月11日，浙江阿里巴巴电子商务有限公司更名浙江蚂蚁小微金融服务集团有限公司（简称：蚂蚁金服）。6月17日，作为阿里金服旗下品牌的余额宝正式上线。10月5日，在经过对阿里巴巴旗下金融业务进行整合分拆之后，浙江阿里巴巴电子商务有限公司正式更名“浙江蚂蚁小微金融服务集团有限公司”。
2015年1月，蚂蚁金服推出芝麻信用。同年9月下旬，蚂蚁金服斥资6.8亿美元收购印度最大第三方支付平台Paytm的25%股份。同年9月18日，蚂蚁金服以12亿元获得國泰金控和國泰人壽在中國合資的國泰產險公司60%的股权。 2015年11月，蚂蚁金服入股注册于天津自贸区内的天津金融资产交易所。
2016年7月，蚂蚁金服斥資8.32億人民幣入股國泰財產保險公司51%。交易完成後國泰財產保險公司總資本額增加到16億3千3百多萬元人民幣，螞蟻金服持股51%、國泰產險24.5%、國泰人壽24.5%。
2017年1月26日，蚂蚁金服斥資8.8億美元收購總部設在德克薩斯州的美國滙款服務公司速滙金（MoneyGram）同時將承擔速滙金未償還的債務9.373億美元。2018年1月2日，此交易遭美國外資審議委員會（CFIUS）以國家安全為由否決，螞蟻金服表示，已向速匯金支付 3,000萬美元的終止協議費。2017年2月21日，螞蟻金服向韓國移動社交巨頭Kakao Corp旗下移動支付平台KakaoPay注資2億美元。2017年8月，蚂蚁金服总部新办公园区“Z空间”正式启用，园区由美国NBBJ建筑事务所担纲设计，占地约50亩，总投资11.3亿元，经过5年建造而成。2017年11月，螞蟻金服旗下公司API （Hong Kong） Investment Limited持股12.8％的趣店集團，美東時間17日正式在美股IPO（首次公開募股），以每單位24美元的價格，承銷3,750萬單位的美國存託憑證（ADR），預計集資9億美元，這是今年來美股第4大規模的IPO，螞蟻金服是該公司的第5大股東。
2018年1月17日，螞蟻金服宣佈，與香港飲食資訊平台開飯喇成為戰略合作夥伴，並入股開飯喇，持有20%股份。2018年2月1日，阿里巴巴公佈，根據2014年雙方簽署的戰略協議，並經董事會批准，阿里將通過一家中國子公司入股並獲得關聯公司螞蟻金服33%的股權，并將終止當前與螞蟻金服的利潤分享協議。2018年3月15日，挪威Telenor與螞蟻金服聯合公佈達成戰略合作夥伴關系，螞蟻金服將出資1.845億美元（約14.5億港元）購入Telenor在巴基斯坦的子公司TMB（Telenor Microfinance Bank）45%股權。
2019年2月14日，螞蟻金服以7億美元收購英國支付商WorldFirst。2019年9月23日，阿里巴巴集團與螞蟻金服宣佈，雙方達成在2014年簽訂的交易協議及相關協議修訂中列明的完成條件後，阿里巴巴已經收到螞蟻金服新發行的33%股份，螞蟻金服每年向阿里巴巴支付知識產權及技術服務費，金額相當於螞蟻金服稅前利潤37.5%的分成將會終止，阿里巴巴將一次性的收到螞蟻金服股權產生的692億元人民幣（約97億美元）收益。

### 蚂蚁集团时期
2020年6月，媒体披露，经国家市场监督管理总局核准，蚂蚁金服的全称已从“浙江蚂蚁小微金融服务集团股份有限公司”改为“蚂蚁科技集团股份有限公司”，下一步将办理工商登记变更。
2020年7月，螞蟻集團推出了區塊鏈品牌“蚂蚁链”。
2020年7月20日，螞蟻集團宣佈，将在香港交易所和上海证券交易所科創板同步發行上市，以“進一步支持服務業数字化升級做大內需，加強全球合作助力全球可持續發展，以及支持公司加大技術研發和創新”。
2020年10月14日，杭州市人民政府与蚂蚁集团签订战略合作协议，协议明确，蚂蚁集团全球总部正式落户杭州。一周后，螞蟻集團以26.99億元人民幣的價格，競得杭州市西湖區之江度假區一宗商住用地，溢價率為0%。
2020年10月24日，螞蟻集團實際控制人馬雲在上海舉行的第二屆外灘金融峰會上，指責全球監管機構過度在意風險，還批評中國政府日益嚴格的金融監管阻礙了科技發展，並稱巴塞爾協議是「老人俱樂部」。此番話被认为激怒了以总书记习近平为首的中共高层。Gavekal Research Limited中國研究主管Andrew Batson指出，馬雲在有意無意之間，公開挑戰且批評中國政府對金融監管的措施。
2020年10月26日，螞蟻集團发布公告，在上交所的A股發行定價为每股68.8元人民幣，香港的H股定價为每股80港元。两地同步上市總融資額為2300億元人民幣。由此，螞蟻集團将成为全球史上最大的IPO，同时创下中国内地A股融资最高紀錄及香港最大規模的IPO紀錄。自蚂蚁集团H股开放认购以来，截至10月28日中午12点半，IPO孖展（保证金）达2116.61亿港元。有业内人士指出，由于港股打新的普惠机制，中签率相对较高，投资者纷纷参与，甚至传出某券商App出现万人排队等候认购的情况及系统繁忙，故認購反應相當熱烈。而A股线上申购也于29日开启。在29日A股申购开启后，有效申購戶數达到515.5萬戶，创造了科創板的历史紀錄。在回撥機制啟動後，初步中籤率為0.12%。

### 被政府強力整頓
2020年11月3日晚，上海证券交易所发布关于暂缓蚂蚁科技集团股份有限公司科创板上市的决定。香港交易所当晚也发表声明，暫緩蚂蚁集团H股上市。11月4日，H股IPO认购投資者退款程序启动，11月6日，A股IPO认购投资者退款程序启动。投资者认购的股份將註銷。據《華爾街日報》報導，是中共中央總書記習近平在馬雲發言後，親自下令阻止螞蟻集團的IPO，此外暫停IPO還有一個重要原因就是蚂蚁集团股权结构過於複雜，引起中共當局感到不安，蚂蚁集团參股人包括江泽民之孫江志成、贾庆林女婿李伯潭、复星集团董事长郭广昌、巨人网络董事长史玉柱及中国泛海控股集团董事长兼总裁卢志强。
习近平曾讲：“每一个权力中心的周边，都聚集了一批仰其鼻息的既得利益集团。这些人因为接近权力中心，得以垄断资源，获得巨大的利益。他们可能是权贵阶层，也可能是‘白手套’，他们游走在边缘，与权力完成合谋。”因此有媒体评论马云 “金融王国”的发展、壮大，是垄断性的权利垄断了资本再垄断了市场的结果。对蚂蚁集团的整肃是背后各种权利关系的较量。在马云发言公开批评中国的金融监管制度后，蚂蚁金服曾多次被监管部门约谈。2020年11月2日，中国人民银行、中国银保监会、中国证监会、国家外汇管理局对蚂蚁集团实际控制人马云、董事长井贤栋、首席执行官胡晓明进行了监管约谈。
2020年12月，蚂蚁集团根据中国监管部门对于互联网存款行业的规范要求，下架支付宝上的互联网存款产品，相关产品仅对已购买产品用户可见。12月26日，包括中国人民银行、中国银保监会、中国证监会、国家外汇管理局在内的中國监管部门约谈螞蟻集團。监管部门督促指导蚂蚁集团按照市场化、法治化原则，落实金融监管、公平竞争和保护消费者合法权益等要求，规范金融业务经营与发展。蚂蚁集团表示會成立整改工作组规范金融业务的经营和发展。
2021年4月12日，中國人民银行、银保监会、证监会、外汇局等金融管理部门再次联合约谈蚂蚁集团。4月17日，路透社引消息人士報道，螞蟻金服正在尋求為創始人馬雲剝離其股份、放棄控制權。北京監管機構與螞蟻金服管理層會面時發出信號，此舉可能有助於當局結束對其業務的審查，為螞蟻重啟上市計劃掃清障礙。螞蟻金服否認曾考慮剝離馬雲的股份。《华尔街日报》4月27日报导称，中国政府正在调查蚂蚁集团去年股票上市的计划为何能快速得到监管机构批准。
2021年6月3日，最終在一系列調查後，蚂蚁消费金融公司作为一家持牌金融机构获批开业，根據新的規範，其服務啟動後必须依法接受监管，严格遵守相关监管规定。
2023年1月7日，螞蟻集團發表關於持續完善公司治理的公告，表示為持續完善公司治理，實現長期可持續發展，對螞蟻集團股東上層結構進行調整。集團計劃計劃繼續引入第五名獨立董事，實現董事會中獨立董事過半數。同時，螞蟻集團相關管理層成員不再擔任阿里巴巴合伙人，強化與股東阿里巴巴集團的隔離。集團各主要股東彼此獨立行使所持有的股份表決權，並且無一致行動關係，各股東未單獨或共同在螞蟻集團股東大會層面形成控制，也不存在任何股東所提名的董事人數超過全體董事半數的情形。因此，不再存在任何直接或間接股東單一或共同控制螞蟻集團的情形。創辦人馬雲此前在螞蟻擁有超過50%的投票權，根據《路透社》的計算，此次變動意味著他的份額將降至6.2%，馬雲不再是集團的實際控制人。1月13日，国务院新闻办公室举行2022年金融统计数据新闻发布会。会上，人民银行副行长宣昌能指出，蚂蚁集团等14家大型平台企业整改取得了积极成效，大多数问题已经基本完成。2023年12月，中国人民银行同意支付宝控股股东蚂蚁集团变更为无实际控制人控制的公司；蚂蚁集团关联公司恒生电子、国泰产险也变更为无实际控制人。

### 恢復上市
2023年7月7日，中国证监会发布消息，蚂蚁集团因之前的违规行为被罚人民币71.23亿元，“相互宝”产品也已关停；此前据路透社报道，此次开罚意味着对蚂蚁集团的长时间监管改革已经结束，并为恢复其上市计划铺路。

## 主要股东
截至2017年10月，蚂蚁金服的前十大股东构成如下：
| 股東名稱                                 | 持股比例 | 认缴出资（万元人民币） |
| ---------------------------------------- | -------- | ---------------------- |
| 杭州君瀚股权投资合伙企业（有限合伙）     | 42.28%   | 634,190.9637           |
| 杭州君澳股权投资合伙企业（有限合伙）     | 34.15%   | 512,249.5615           |
| 全國社會保障基金理事會                   | 4.66%    | 69,896.684             |
| 置付（上海）投资中心（有限合伙）         | 3.08%    | 46,135.4708            |
| 中国人寿保险（集团）公司                 | 1.66%    | 24,940.0603            |
| 上海麒鸿投资中心（有限合伙）             | 1.65%    | 24,794.7076            |
| 上海祺展投资中心（有限合伙）             | 1.60%    | 24,016.2546            |
| 上海众付股权投资管理中心（有限合伙）     | 1.47%    | 21,982.4316            |
| 海南建银建信丛林基金合伙企业（有限合伙） | 1.27%    | 19,028.4963            |
| 北京京管投资中心（有限合伙）             | 1.15%    | 17,298.6317            |

此外，中国太平洋人寿保险股份有限公司、新华人寿保险股份有限公司亦为蚂蚁金服的股东。
2023年初，媒體數據顯示，螞蟻集團3位股東井賢棟、胡曉明、蔣芳成立杭州雲鉑投資，在透過旗下的杭州君瀚和杭州君澳，分別持股螞蟻31.04%、22.42%，擁有螞蟻控制投票權53.46%的實際控制人。而創辦人馬雲股權則為6.2%

## 业务板块
蚂蚁集团旗下品牌有：支付宝、芝麻信用、螞蟻銀行、螞蟻財富、蚂蚁聚宝、网商银行、蚂蚁小贷、蚂蚁金融云、余额宝、招财宝、蚂蚁花呗、天弘基金等。

### 支付宝
支付宝，是蚂蚁集团旗下的第三方支付平台，2004年12月上线，后经过阿里巴巴集团金融业务的整合，改隶属于蚂蚁金服。

### 芝麻信用
芝麻信用，是蚂蚁金服旗下芝麻信用管理有限公司推出的芝麻信用是面向社会的信用服务体系。

### 余额宝
余额宝是蚂蚁集团自2013年6月推出的一项小额分散的现金管理工具，可让用户在支付宝以低门槛买入货币基金产品。

### 花呗
花呗是蚂蚁集团2014年12月推出的消费信贷产品，与信用卡用法类似，起初用于淘宝、天猫网站购物，后扩大至线下实体消费。其通过关联人提醒用户还款的催收方式曾引发争议，被质疑涉嫌侵犯用户隐私，随后该机制被暂停。

### 碳金融板块
2018年，蚂蚁集团全资子公司参与天津排放权交易所混合所有制改造，成为其并列第一大股东。

## 中国大陆以外业务
蚂蚁集团于2015年开始拓展中国大陆以外业务，先后向印度Paytm、泰国Ascend Money、MoneyGram、韩国Kakao、印尼Emtek等公司投资。根据蚂蚁金服公司的计划，该公司将实现未来四年内海外用户占比达到一半的目标。

## 外部連結
- 官方网站
- 蚂蚁集团的新浪微博